# 滝上よしき
滝上 よしき（たきうえ よしき、1987年 -）は、日本の小説家、ライトノベル作家。女性

## 人物・経歴
アミューズメントメディア総合学院大阪校ノベルス学科を卒業。2013年度に行われた第3回一迅社文庫大賞アイリス部門にて奨励賞を受賞。
受賞作は刊行されず、書下ろしの「お嬢様は死神つき 愛の魔物と神の使い」で一迅社文庫アイリスより女性向けライトノベル作家としてデビュー。

## 受賞歴
- 2013年 - 第3回一迅社文庫大賞一迅社文庫アイリス部門

## 作品リスト

### 単行本
- 『お嬢様は死神つき 愛の魔物と神の使い』（一迅社文庫アイリス、2013年10月）（絵：村上ゆいち）ISBN 9784758044851
- 『毒草王子と臆病姫』（一迅社文庫アイリス、2016年8月）（絵：三浦ひらく）ISBN 9784758048651